# Erskine Caldwell
Erskine Caldwell (Coweta County, 17. prosinca 1903. – Paradise Valley, 11. travnja 1987.), amerčki književnik.
U svojim romanima, od kojih su najznačajniji "Duhanski put", "Mala Božja njiva", "Neredi u srpnju" daje sliku socijalne bijede, životne brutalnosti i rasne mržnje na američkom Jugu. Djela su mu prožeta grotesknim humorom. U kasnim djelima sve više prevladava senzacionalistički naturalizam.